# Gubadag
Gubadag – miasto w północnym Turkmenistanie, w wilajecie daszoguskim, w etrapie Boldumsaz. W 2022 roku liczyło ok. 19 tys. mieszkańców.